# West Devon (Île-du-Prince-Édouard)
West Devon est une communauté du Canada situé dans le comté de Prince, sur l'Île-du-Prince-Édouard. Elle se trouve au sud-est d'O'Leary.